# العلاقات البوليفية المصرية
العلاقات البوليفية المصرية هي العلاقات الثنائية التي تجمع بين بوليفيا ومصر.

## مقارنة بين البلدين
هذه مقارنة عامة ومرجعية للدولتين:
| وجه المقارنة                                              | بوليفيا                                          | مصر           |
| --------------------------------------------------------- | ------------------------------------------------ | ------------- |
| المساحة (كم2)                                             | 1.10 مليون                                       | 1.01 مليون    |
| عدد السكان (نسمة)                                         | 11.05 مليون                                      | 94.80 مليون   |
| الكثافة السكانية (ن./كم²)                                 | 10.05                                            | 93.86         |
| العاصمة                                                   | سوكري، لاباز                                     | القاهرة       |
| اللغة الرسمية                                             | اللغة الإسبانية، اللغة الأيمرية، كتشوا، غوارانية | اللغة العربية |
| العملة                                                    | بوليفاريو بوليفي                                 | جنيه مصري     |
| الناتج المحلي الإجمالي (بليون دولار)                      | 37.51 مليار                                      | 235.37 مليار  |
| الناتج المحلي الإجمالي (تعادل القوة الشرائية) بليون دولار | 74.58 مليار                                      | 998.67 مليار  |
| الناتج المحلي الإجمالي الاسمي للفرد دولار أمريكي          | 3.08 ألف                                         | 3.61 ألف      |
| الناتج المحلي الإجمالي للفرد دولار أمريكي                 | 6.63 ألف                                         |               |
| مؤشر التنمية البشرية                                      | 0.662                                            | 0.690         |
| رمز المكالمات الدولي                                      | +591                                             | +20           |
| رمز الإنترنت                                              | .bo                                              | .eg، .مصر     |
| المنطقة الزمنية                                           | 00                                               | ت ع م+02:00   |

## منظمات دولية مشتركة
يشترك البلدان في عضوية مجموعة من المنظمات الدولية، منها:
| علم المنظمة | اسم المنظمة                        | تاريخ انضمام بوليفيا | تاريخ انضمام مصر |
| ----------- | ---------------------------------- | -------------------- | ---------------- |
|             | الاتحاد البريدي العالمي            | ?                    | ?                |
|             | مؤسسة التنمية الدولية              | 21 يونيو 1961        | 26 أكتوبر 1960   |
|             | منظمة التجارة العالمية             | 12 سبتمبر 1995       | 30 يونيو 1995    |
|             | الأمم المتحدة                      | 14 نوفمبر 1945       | 24 أكتوبر 1945   |
|             | وكالة ضمان الاستثمار متعدد الأطراف | 3 أكتوبر 1991        | 12 أبريل 1988    |
|             | منظمة الشرطة الجنائية الدولية      | ?                    | 7 سبتمبر 1923    |
|             | مؤسسة التمويل الدولية              | 20 يوليو 1956        | 20 يوليو 1956    |
|             | الاتحاد الدولي للاتصالات           | 1 يونيو 1907         | 9 ديسمبر 1876    |
|             | البنك الدولي للإنشاء والتعمير      | 27 ديسمبر 1945       | 27 ديسمبر 1945   |
|             | يونسكو                             | 13 نوفمبر 1946       | 22 يناير 1947    |

## وصلات خارجية
- موقع وزارة الخارجية البوليفية
- موقع وزارة الخارجية المصرية